# شهادة إيداع

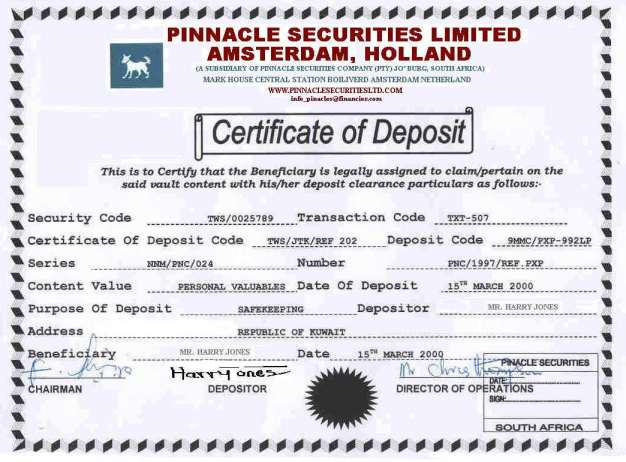
شهادة إيداع

شهادة الإيداع هي وديعة لآجل، وهي منتج مالي تُباع عادةً من قبل البنوك ومؤسسات التوفير والشركات الائتمانية. تختلف شهادة الإيداع عن حسابات التوفير في أن شهادة الإيداع لها مدة محددة وثابتة (غالبًا شهر واحد أو ثلاثة أو ستة أشهر أو من سنة إلى خمس سنوات) وعادة ما يكون سعر الفائدة ثابتًا. يتوقع البنك أن يتم الاحتفاظ بشهادة الإيداع حتى تاريخ الاستحقاق، وفي ذلك الوقت يمكن سحبها ودفع الفائدة.

## نبذة
مثل حسابات التوفير، فإن شهادة الإيداع مؤمنة «بأموال في البنك» (في الولايات المتحدة تصل إلى 250000 دولار)، وبالتالي حتى حد الإيداع المحلي المؤمن، خالية من المخاطر تقريبًا. في الولايات المتحدة، يتم التأمين على شهادة الإيداع من قبل شركة تأمين الودائع الفيدرالية للبنوك وإدارة الاتحاد الائتماني الوطني للاتحادات الائتمانية.
في مقابل قيام العميل بإيداع الأموال لمدة متفق عليها، تقدم المؤسسات عادةً معدلات فائدة أعلى مما تقدمه على الحسابات التي يمكن للعملاء الانسحاب منها عند الطلب على الرغم من أن هذا قد لا يكون هو الحال في حالة منحنى العائد المقلوب.
الأسعار الثابتة شائعة، لكن بعض المؤسسات تقدم شهادات الإيداع بأشكال مختلفة من الأسعار المتغيرة. على سبيل المثال في منتصف عام 2004 كان من المتوقع أن ترتفع أسعار الفائدة، وبدأت العديد من البنوك والاتحادات الائتمانية في تقديم شهادات الإيداع مع ميزة «الارتفاع المفاجئ». تسمح هذه بإعادة تعديل سعر الفائدة مرة واحدة، في وقت يختاره المستهلك، خلال مدة شهادات الإيداع. في بعض الأحيان تقدم المؤسسات المالية شهادات الإيداع المفهرسة في سوق الأوراق المالية أو سوق السندات أو المؤشرات الأخرى.